# رئیس‌الکتاب

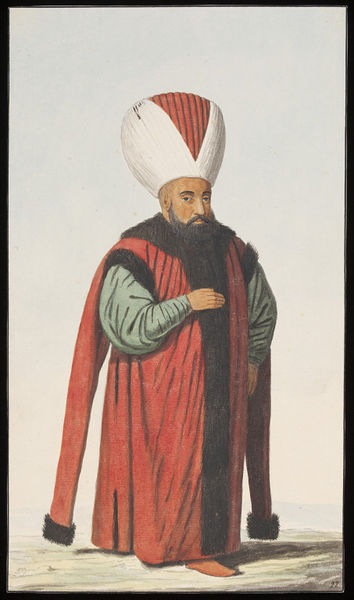
تصویری از یک رئیس‌الکتاب. حدود ۱۸۰۹ میلادی.

در نظام اداری امپراتوری عثمانی به سرپرست منشیان، رئیس‌الکُتّاب گفته می‌شد. رئیس‌الکتاب ریاست مجلس عدل و دیوان همایون را برعهده داشت. به رئیس‌الکتاب، رئیس‌افندی هم می‌گفتند.
با اجرای تنظیمات در ۱۲۵۲ (۱۸۳۶ میلادی) در تشکیلات باب عالی سمت رئیس‌الکُتّابی به نظارت خارجیّه تبدیل شد که همان منصب وزارت امور خارجه است.
در همان سال سمت کدخدای صدر عالی به نظارت مُلکیّه و یک سال بعد به نظارت داخلیه، دفترداری به نظارت مالیّه تبدیل شد و با این گونه اصلاحات، باب عالی شکل دیگری یافت. به این ترتیب، رجال بزرگ سابق از قبیل کَهْیابیگ (رئیس اصناف) و رئیس‌الکُتّاب و چاووش‌باشی که ملتزم رکاب وزیر اعظم بودند به القاب ناظران داخلیّه و خارجیّه و مالیّه ملقّب و همگی از رجال مسئول دولت شدند.
احمد رسمی کتابی به نام سفینة الرؤسا درباره «رئیس‌الکتّاب» ها نوشته‌است.

## آمدجی
آمدجی منشی مخصوصِ «رئیس‌الکتاب» بود و مستقیماً زیر نظر وی انجام وظیفه می‌کرد. واژه آمدجی یا آمده‌چی به معنای مسئول آمده‌ها (رسیده‌ها، وصول‌شده‌ها) است. تهیّه و تنظیم گزارش کارهای رئیس‌الکتاب به صدراعظم، ابلاغ فرمان‌ها و دستورهای صادره از «دیوان همایون» (دربار) خطاب به صدراعظم و دیگر مقامات، انجام مکاتبات سرّی و آشکارِ رئیس‌الکتاب از وظایف مهم آمَدجی بود.
دانستن زبان خارجی برای آمَدجی که در دیدارهای رئیس‌الکتاب با سفیران خارجی حضور داشت و مذاکرات آنان را یادداشت می‌کرد، الزامی بود و معمولاً مأمورانِ «ادارهٔ ترجمه» در گزینش ارجحیت داشتند.